# Agaricaceae
Agaricaceae là một họ nấm trong bộ Agaricales. Họ nấm này được nhà thực vật học người Pháp, François Fulgis Chevallier công bố rộng rãi vào năm 1826. Theo phân loại khoa học tiêu chuẩn, họ nấm Agaricaceae chứa 85 chi tương ứng với 1340 loài.

## Phân bố
Họ nấm Agaricaceae phân bố rộng rãi trên toàn thế giới. Đa số các loài trong họ là nấm hoại sinh và phát triển mạnh trong môi trường đồng cỏ và rừng thưa. Hai chi Leucoagaricus và Leucocoprinus được biết đến vì phát triển nhờ các loài kiến trồng nấm.

## Danh sách chi
- Agaricus
- Allopsalliota
- Attamyces
- Barcheria
- Bovista
- Calbovista (trước đó được xếp vào họ Lycoperdaceae)
- Calvatia
- Chamaemyces
- Chlorophyllum
- Clarkeinda
- Coniolepiota
- †Coprinites
- Coprinus
- Cystoagaricus
- Cystolepiota
- Disciseda
- Endoptychum
- Eriocybe
- Gyrophragmium
- Handkea
- Heinemannomyces
- Hymenagaricus
- Lepiota
- Leucoagaricus
- Leucocoprinus
- Lycoperdon
- Macrolepiota
- Melanophyllum
- Micropsalliota
- Montagnea
- Podaxis
- Ripartitella
- Rugosospora
- Sericeomyces
- Smithiomyces
- Tulostoma
- Verrucospora